# جنبش ۴بی
جنبش ۴بی (انگلیسی: 4B movement)، یک جنبش فمینیسم رادیکال است که در کره جنوبی شکل گرفت. این نام به چهار اصل تعریف کننده آن اشاره دارد که همگی با عبارت زبان کره‌ای شروع می‌شوند bi، که تقریباً به معنای «نه» است. طرفداران آن با مردان قرار نمی‌گذارند، ازدواج نمی‌کنند، با مردان رابطه جنسی برقرار نمی‌کنند، یا بچه‌دار نمی‌شوند. این جنبش بین سال‌های ۲۰۱۷ و ۲۰۱۹ در توییتر ظهور کرد و در وب سایت WOMAD. از آن زمان در سطح بین‌المللی، یعنی در ایالات متحده پس از انتخابات ریاست جمهوری ایالات متحده آمریکا (۲۰۲۴) گسترش یافت.
این جنبش در کره جنوبی به عنوان حاشیه تلقی می‌شود و از آن زمان گزارش شده است که در آنجا کاهش یافته است. در کره جنوبی، بخشی از اعضای آن، به‌طور آشکار مردستیز مرتبط هستند. و در وب سایت WOMAD، به عنوان تراجنسیت‌هراس و همجنس‌گراهراس نسبت به مردان همجنس‌گرا توصیف شده‌اند.

## اعتقاد
چهار اصل اصلی جنبش 4B عبارتند از:
- بدون رابطه جنسی با مردان
- بدون زایمان
- بدون قرار ملاقات با مرد
- ازدواج با مردان ممنوع[۴][۱۰]

### Bihon(بدون ازدواج)
یک نظرسنجی در سال ۲۰۲۲ از کره جنوبی‌های مجرد ۱۹ تا ۳۴ ساله نشان داد که ۶۹٫۷٪ از زنان (در مقایسه با ۷۹٫۸٪ از مردان) تمایل به ازدواج در آینده دارند.
خشونت زناشویی رایج‌ترین شکل خشونت خانوادگی در کره جنوبی است. در خانواده‌های دگرجنس‌گرای کره جنوبی، زنان بخش نامتناسبی از کار بدون دستمزد را انجام می‌دهند.
برخی از پیروان 4B اظهار می‌کنند که این جنبش به محافظت از آنها در برابر خطرات ازدواج، از جمله خشونت خانگی و توزیع نابرابر نیروی کار کمک می‌کند.